# The Flintstones: The Treasure of Sierra Madrock
The Flintstones: The Treasure of Sierra Madrock – platformowa gra akcji wydana przez firmę Taito w 1994 roku na platformę Super Nintendo Entertainment System. Historia gry została oparta na podstawie serialu animowanego wytwórni Hanna-Barbera – Flintstonowie.

## Fabuła
Historia gry rozpoczyna się krótkim filmikiem na zebraniu Wodnych Bawołów. Przywódca Wodnych Bawołów, Wielki Poobah, decyduje się przejść na emeryturę i organizuje konkurs, w którym każdy, kto znajdzie skarb Sierra Madrock, zostanie jego następcą. Fred Flintstone i Barney Rubble podejmują się zadania i wyruszają w podróż w celu odnalezienia skarbu przed innymi członkami Wodnych Bawołów, a także muszą uważać na ich żony, Wilmę i Betty. Gra zawiera hasła, które muszą zostać zapisane w celu kontynuowania gry z najwyższego osiągniętego poziomu.

## Odbiór gry
Gra została pozytywnie oceniona przez Electronic Gaming Monthly, zyskując ocenę 7.3/10. Z kolei serwis GamePro przyznał grze ocenę 4/5.